# 都紀女加
都紀女加（つきめか、都紀女加王）は、『先代旧事本紀』に伝わる古代日本の皇族。
第15代応神天皇の曾孫（三世孫）で、筑志米多国造の始祖とされる。『日本書紀』『古事記』に記載はない。

## 系譜
『先代旧事本紀』「国造本紀」によれば、第15代応神天皇皇子の稚沼毛二俣命（日本書紀：稚野毛二派皇子（わかぬけふたまたのみこ）、古事記：若沼毛二俣王）の孫にあたるとしており、応神天皇の曾孫（三世孫）にあたる。

## 墓
墓は、宮内庁により佐賀県三養基郡上峰町坊所にある都紀女加王墓（つきめかのみこのはか、北緯33度19分49.63秒 東経130度25分8.47秒）に治定されている。遺跡名は「上のびゅう塚古墳（かみのびゅうづかこふん）」。
古墳は前方後円墳で、前方部を西に向ける。墳丘長は49メートルで5世紀の築造と推定されるが、埋葬施設は明らかでない。墳丘外表からは埴輪・葺石が見つかっているほか、墳丘周囲に周溝が巡らされたことが明らかとなっている。昭和18年（1943年）に宮内省（現・宮内庁）によって都紀女加王の墓に治定された。
一帯の丘陵地には目達原古墳群（めたばるこふんぐん）として、大塚古墳・古稲荷塚古墳・稲荷塚古墳・塚山古墳・瓢箪塚古墳・無名塚古墳・横田南古墳等が存在していた。しかし昭和17年-18年（1942年-1943年）の目達原飛行場（目達原駐屯地）建設に伴って破壊され、上のびゅう塚古墳の北側に設けられた墳丘模型に改葬されている。なお、これら古墳群の近くには吉野ヶ里遺跡がある。

## 後裔国造
『先代旧事本紀』「国造本紀」では、次の国造が後裔として記載されている。
- 竺志米多国造
志賀高穴穂朝（第13代成務天皇）の御世に息長公同祖の稚沼毛二俣命孫の都紀女加を国造に定める、という。
のちの肥前国三根郡米多郷（佐賀県上峰町一帯）または筑前国夜須郡馬田郷・下坐郡馬田郷周辺（福岡県朝倉市一帯）に推定される[6]。都紀女加は安康天皇（第20代）・雄略天皇（第21代）の従兄弟にあたるため、「志賀高穴穂朝」とは安康天皇（和風諡号は穴穂天皇）を指すとも推測される[1]。なお、『古事記』では若野毛二俣王（稚野毛二派皇子）の子の意富富杼王について「筑紫之末多君」らの祖と記されている[6]。